# Ernst Mayr
Ernst Walter Mayr (ur. 5 lipca 1904 w Kempten (Allgäu), zm. 3 lutego 2005 w Bedford) – ornitolog i ewolucjonista amerykański pochodzenia niemieckiego, jeden ze współtwórców nowoczesnej teorii ewolucji: neodarwinowskiej „nowej syntezy” integrującej dorobek tradycyjnej biologii systematycznej z osiągnięciami genetyki klasycznej. Bywał nazywany „apostołem Darwina” i „Darwinem XX wieku”.
Syntetyczna teoria ewolucji, sformułowana w latach 40. XX wieku, pozostaje kluczowym paradygmatem jednoczącym różne dyscypliny biologii. Wkładem Mayra w tę syntezę była m.in. jego koncepcja specjacji allopatrycznej, czyli powstawania gatunków z populacji rozdzielonych barierami geograficznymi.
Jako przedstawiciel taksonomii ewolucyjnej Mayr krytykował koncepcje Williego Henniga dotyczące systematyki. Ich spór odbił się szerokim echem w środowisku naukowym. Mayr skrytykował twierdzenie Henniga, że ptaki i krokodyle są w rzeczywistości grupami siostrzanymi – nazwał je „absurdem”, mimo iż nie negował, że cechy wspólne ptaków i krokodyli są synapomorfiami. To wówczas Mayr ukuł termin „kladystyka” (ang. cladistics), obecnie powszechnie stosowany.
Mayr jako absolwent Uniwersytetu Berlińskiego uczestniczył w wyprawach naukowych na Nową Gwineę, Wyspy Salomona. W 1932 objął stanowisko kustosza kolekcji ornitologicznej w nowojorskim American Museum of Natural History, a od 1953 do emerytury w 1975 był profesorem Uniwersytetu Harvarda (w latach 1961-1970 kierował też tamtejszym Muzeum Zoologii Porównawczej). Współzałożyciel i sekretarz pierwszej kadencji Society for the Study of Evolution. Od 1954 członek Amerykańskiej Akademii Nauk. Laureat wielu nagród, m.in. Nagrody Crafoorda w 1999. Z żoną Margarete Simon miał dwójkę dzieci.